# Кумран

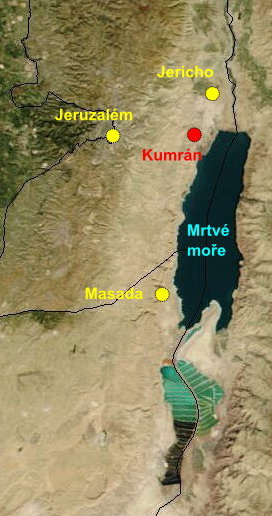

Кумран (ивр. חירבת קומראן‎, араб. خربة قمران‎) — местность на сухом плато, примерно в полутора километрах от северо-западного побережья Мёртвого моря, на Западном берегу реки Иордан, рядом с израильским кибуцем Калия.

## История

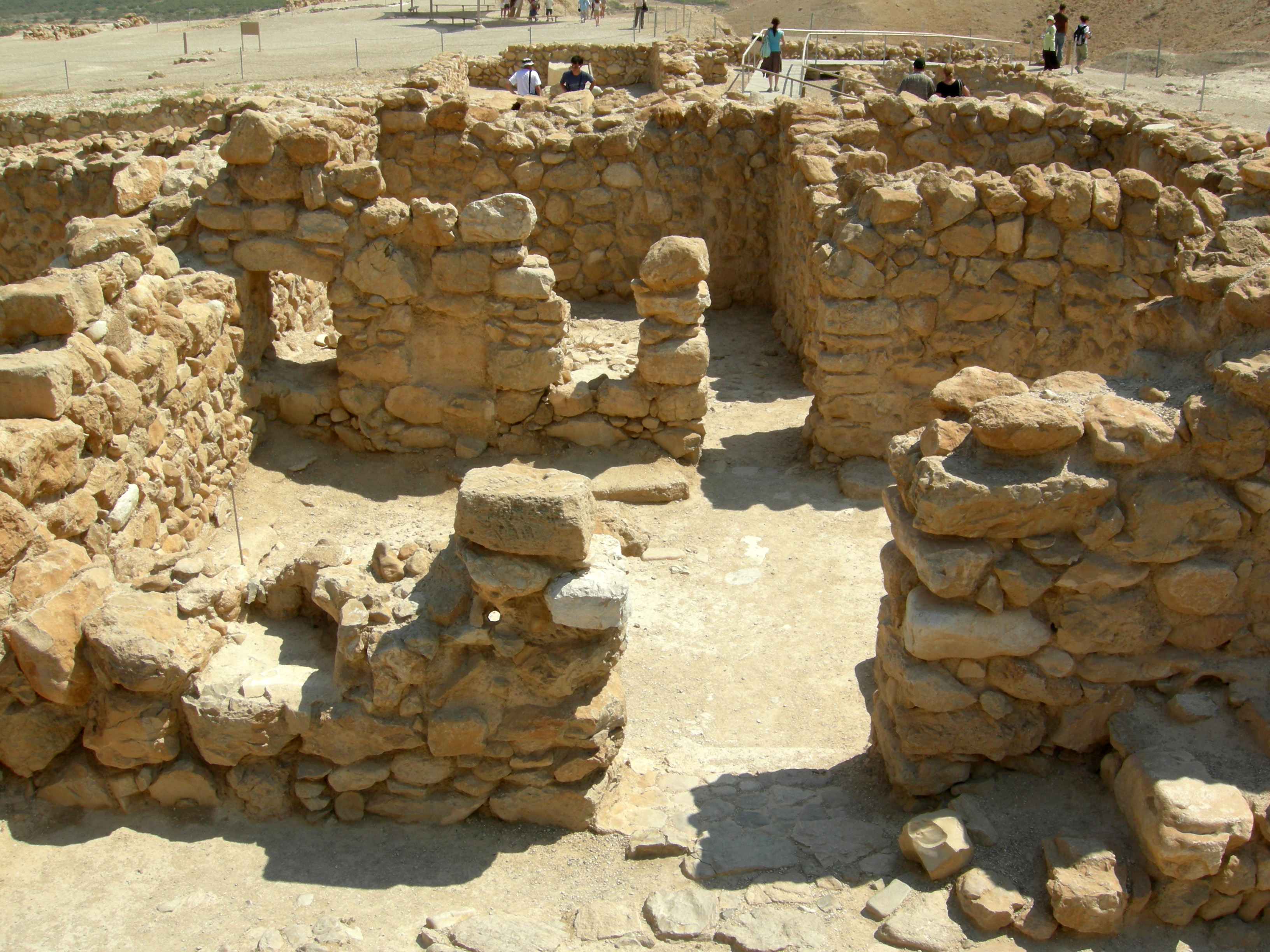
Кумран

Поселение эллинистического периода было построено во время правления Иоанна Гиркана, в 134—104 до н. э. или несколько позже, и было занято большую часть времени, пока не было разрушено римлянами в 68 г. н. э. или вскоре после него. Кумран получил известность благодаря найденным в окружающих пещерах свиткам еврейской общины, написанным за время от III века до н. э. до I века н. э., и ставшим известными как кумранские рукописи.

## Открытия и раскопки
С момента открытия в 1947 году и до 1956 года были найдены около 900 свитков различной степени сохранности, в основном написанные на пергаменте, но также и на папирусе. Были проведены обширные раскопки. Сосуды, еврейские ритуальные ванны и кладбища были найдены вместе со столовой или комнатой для собраний, также были обнаружены обломки верхнего этажа (возможно служившего скрипторием), печи для обжига керамики и башня. Свитки были обнаружены в 11 пещерах возле поселения. Многие учёные полагают, что именно это место стало родиной еврейской секты ессеев (преимущественное предположение); другие учёные делают иные предположения, например, что это была крепость Хасмонеев, позднее преобразованная в имение богатой семьи, или что оно было центром производства, возможно глиняной посуды, есть и другие предположения.
В восточной части рассматриваемого участка было обнаружено большое кладбище. Большинство могил содержат останки мужчин, но есть и женские захоронения, некоторые могилы могут быть отнесены к Средним векам. Лишь небольшая часть могил обследована, так как согласно еврейскому закону раскопки кладбищ запрещаются. Всего на кладбище Кумрана захоронено более тысячи тел. Одна из гипотез учёных утверждает, что это захоронения умерших сектантов, в то время как другая — что тела были принесены в Кумран, так как похороны здесь легче, чем в других, более скалистых местах.
Большинство свитков было найдено в одиннадцати пещерах вокруг поселения, но некоторые — внутри поселения. Одни учёные утверждали, что пещеры являлись библиотеками данной секты. Другие учёные полагают, что некоторые пещеры также служили убежищами для жителей этой местности. Многие из текстов, найденных в пещерах, описывают общепринятые еврейские верования и практики, в то время как другие тексты говорят об отклонениях и уникальных интерпретациях меньшинств и их практиках. Некоторые учёные полагают, что некоторые из этих текстов описывают верования жителей Кумрана, которыми, возможно, были ессеи, другие предполагают Кумран убежищем сторонников традиционной священнической семьи Цадоков, скрывавшихся от Хасмонеев. Литературные тексты, изданные в 1990-х годах, пытаются описать причины для создания сообществ, некоторые из которых напоминают саддукейские и ищут для этого аргументы в Талмуде. Предполагается, что большинство свитков было скрыто в пещерах во время Первого еврейского Восстания 67—73 гг. н. э., хотя некоторые из них, возможно, были спрятаны там ранее.

### Первые открытия
Территория Кумрана была известна европейским исследователям с XIX столетия. Первоначальное внимание исследователей было сосредоточено на кладбище (начиная с де Сольси в 1851 году). Таковыми были первые раскопки в Кумране, проведённые Генри Пулом в 1855 году и Чарльзом Клермонт-Ганнео в 1873 году. Альберт Исаакс, британский советник Джеймс Финн и фотограф Джеймс Грехэм посетили Кумран в декабре 1856 года. Их заинтересовала так называемая «башня», относительно которой Исаакс сказал: «Едва ли может быть подвергнуто сомнению, что сформировало башню или крепость такого вида. Сама ситуация определила, чтобы крепость была хорошо приспособлена к защитным операциям». Финн позже также заявил, что Кумран был «древним фортом». Британский учёный Эрнест Уильям Герней Мастерман посетил Кумран несколько раз в течение 1900—1901 годов. После осмотра расположения Кумрана сверху плато он заключил, что эти руины «возможно, были когда-то очень хорошей маленькой крепостью». Мастерман стал сомневаться в том, что маленькому форту было необходимо кладбище с более чем тысячей могил. Густав Далман посетил Кумран в 1914 году, он идентифицировал Кумран как поселение, или как форт. Археолог Майкл Ави-Ионах согласился с определением Кумрана в качестве форта. Его географическая карта закрепила определение Кумрана как части цепочки крепостей вдоль юго-восточной Иудейской границы.

### Находки Ролана Де Во
Раскопки Кумрана начали отец Ролан де Во и Ланкастер Хартингдот. Раскопки проводились в период с 1951 по 1958 г. Ролан де Во интерпретировал Кумран как монашескую общину ессеев, близких ранним христианам. Но многие факты (чересчур большое и сложное здание Кумрана, обилие монет и пр.) противоречили этой гипотезе. Ролан де Во умер в 1971 году, не успев написать отчёт о раскопках (его посмертная публикация носила обобщающе-интерпретационный характер).
Де Во сопоставил обнаруженные им материальные артефакты с информацией, содержавшейся в Свитках Мёртвого моря, которые продолжали находить в соседних пещерах. Из этого Де Во предположил, что в своё время Кумран покинуло именно сектантское религиозное сообщество. Для такого предположения он использовал эти находки, а также текстуальные источники, включая Свитки Мёртвого моря и свидетельства, упоминаемые Плинием Старшим, Филоном и Иосифом Флавием. Заключением Де Во был вывод о том, что жителями Кумрана были евреи — сектанты, определяемые как ессеи. Это заключение получило название «ессейской гипотезы Кумрана». Она предполагает, что жителями поселения были ессеи, и что они устроили это поселение в пустыне исключительно в религиозных целях. Де Во назвал комнату над «местами № 30» помещением для переписки рукописей, потому что он нашёл чернильницы именно там. Де Во предположил также, что возможно в этом месте ессеи написали по крайней мере некоторые из Свитков Мёртвого моря. Де Во интерпретировал «место 77» как «столовая», а соседнее «место 89» как «кладовая», на что указывали находки этих мест. Также Де Во интерпретировал многие из обнаруженных водоёмов как еврейские ритуальные ванны из-за их подобия ритуальным ваннам Иерусалима возле Храма. Относительно свитков Де Во очень осторожно предположил, что «рукописи были скопированы в помещении для переписки рукописей в Кумране… Мы можем также предположить …, что некоторые работы были составлены в Кумране, но более этого мы ничего не знаем». Он считал также, что позже ессеи спрятали свитки в соседних пещерах, именно в это время они стали ощущать сомнения в своей безопасности.
Ролан де Во умер в 1971 году, не опубликовав полный отчёт о своих раскопках в Кумране. Вместо стандартного археологического отчёта де Во ограничился публикацией своих интерпретаций найденных предметов, но часть материалов его раскопок опубликовала Библейская школа. В 1986 году Библейская школа (где хранились археологические находки Ролана де Во из Кумрана) поручила бельгийскому археологу Роберту Донселю систематизировать материалы и опубликовать итоговый отчёт. Предварительные результаты были представлены на конференции в Нью-Йорке в 1992 году, но окончательный отчёт так никогда и не был опубликован. Жена Роберта Донселя Паулина Донсель-Вут заявила о невозможности написания итогового отчёта, потому что многие артефакты были утрачены или повреждены (в частности по её словам были утрачены некоторые монеты из археологических раскопок Ролана де Во). Чтобы восполнить этот разрыв, Библейская школа опубликовала часть материалов Ролана де Во в 1994 году. Были опубликованы несколько сотен фотографий, 48 листов обмера и суммарные описания из полевых дневников. Перевод этих материалов на английский язык состоялся в 2003 году. Археологические находки и полевой дневник Ролана де Во были изданы в 1994 году на французском языке, на немецком языке в 1996 году и на английском — в 2003 году. Две более поздние книги, посвященные интерпретации раскопок Ролана де Во, были опубликованы Жаном-Батистом Гумбером в 2003 и 2016 годах. Тем не менее многие из археологических находок Ролана де Во из Кумрана (которые хранятся в музее Рокфеллера) до сих пор не опубликованы и недоступны для учёных и общественности. В настоящее время все кумранские свитки опубликованы, однако большинство археологических находок Ролана де Во, сделанные им в Кумране в 1951 году, до сих пор остаются недоступными для научного анализа, а их описания не опубликованы.

### Обзор дальнейших раскопок и находок
Хотя раскопки Де Во в Кумране были очень обширными, дав самый важный источник информации о поселении, после него было организовано ещё несколько раскопок. В течение 1960-х годов их выполняли Джон Аллегро и Соломон Стеколл. Стеколл также исследовал кумранское кладбище, изучив 12 могил. В 1967 году Департаментом древностей Иордании в Кумране выполнялись исследования под руководством Дайяни (R.W. Dajjani). В 1984—1991 гг. Джозеф Патрик и Игаль Ядин проводили раскопки Кумрана. Одним из выводов этой экспедиции было то, что пещеры в окрестностях Кумрана служили не жилищем членов секты, а тайниками. В 1984—1985 годах Патрич (Joseph Patrich) и Ядин (Yigael Yadin) выполнили систематический обзор пещер и пешеходных троп вокруг Кумрана. В течение 1985—1991 годов Патрич раскапывал 5 пещер, в том числе пещеры, обозначаемые индексами 3Q и 11Q. Одним из выводов Патрича было заключение о том, что пещеры «не служили жильём для членов Секты Мёртвого моря, а были скорее складами и укрытиями». С ноября 1993 года до января 1994 года израильский Департамент древностей выполнил работы на соседних сооружениях в качестве части запланированной «Операции Свитков» под руководством Амира Дрори (Amir Drori) и Ицхака Магена (Yitzhak Magen). С ноября 1993 г. по январь 1994 г. Израильский департамент древностей в лице Амира Дрори и Ицхака Магена провели дополнительные изыскания. Зимой сезона 1995—1996 годов и позднее Маген Броши (Magen Broshi) и Ханан Эшель (Hanan Eshel) выполнили дальнейшие раскопки в пещерах к северу от Кумрана; они также раскапывали кладбище и пещеры на террасе из известковой глины. В 1996 году Джеймс Строунж (James Strange) и другие проводили дальнейшие археологические работы. Рэнделл Прайс (Randall Price) и Орен Гатфилд (Oren Gutfield) в сезоны 2002, 2004 и 2005 годов (и по плану 2010 года) исследовали кумранское плато. В 1996—1999 годах и позже Ицхак Маген и Юваль Пелег (Yuval Peleg) выполнили раскопки под эгидой администрации парков Израиля.

## Последующие археологические открытия и их анализ
Большинство первых выводов из исследований происходило из заключений Де Во, однако смерть Роланда Де Во прервала его исследования. В конце 1980-х годов Роберт Донкил (Robert Donceel), анализируя материалы Де Во с целью их публикации, обнаружил новые экспонаты, не поддерживающие принятую религиозную модель. Этими экспонатами были сосуд и отдельные керамические изделия. Последующая публикация о раскопках была выполнена Жаном-Батистом Хумбертом (Jean-Baptist Humbert) В 1992 году Паулина Донсель-Вут (Pauline Donceel-Voute), в попытке объяснить эти экспонаты, выдвинула идею модели римской виллы., показала новые экспонаты в виде украшенного бордюра, прекрасных колонн и др., что позволяет сделать предположение о кумранском богатом доме.

### Глиняная посуда
Разнообразие глиняной посуды, стекла и большое количество монет, найденных в Кумране, плохо соответствует контексту сектантского поселения, это было замечено Donceels. и Чтобы торговать, пишут они, нельзя было быть в вакууме. Рахиль Бар-Натан (Rachel Bar-Nathan) также сомневалась из-за подобия кумранской глиняной посуды посуде во дворцах Хасмонеев и Ирода (в Иерихоне). Это подобие дало основание предположить, что Кумран мог быть частью общеиорданского поселения, а не изолированным участком. и других местах. Если когда-то думали, что цилиндрические кувшины (фляги) со свитками из Кумрана были уникальны, то Бар-Натан указала на их похожесть найденным в Иерихоне, Масаде (Masada) «Возможно проследить типологическое развитие этой группы кувшинов (цилиндрических фляг)». Йоди Магнесс (Jodi Magness) также говорит: «Большинство этих фляг было сделано в Иерихоне в гончарном производстве периода Ирода». Однако Ян Ганевег (Jan Gunneweg) отмечает, что предложенная параллель Иерихону — «частично сохранённое горлышко кувшина с вертикальной ручкой и др.» «вовсе не является сосудом для сохранения свитков». Другой исследователь сообщил о более поздних однотипных находках в Иордании, вблизи Абилы (Abila). В это время, однако, ещё не были опубликованы фотографии и рисунки находок. Принимая во внимание подтипы глиняной посуды, было отмечено, что найденные цилиндрические фляги не имели распространения вне Кумрана. Но и они, однако, не были уникальны для Кумрана. Бар-Натан отметила в целом относительную «редкость такого кувшина для периода Второго Храма.» О некоторых из рассмотренных подобных фляг из Масады Бар- Натан написала, что «кажется, что эта группа фляг была привнесена (или украдена) из области Кумрана и, возможно, также из равнины Иерихона».

### Водоёмы
Несколько больших ступенчатых водоёмов, которые являются характерной особенностью Кумрана, рассматривались учёными как ритуальные ванны. Это согласуется с религиозной моделью поселения. Однако есть трудности в таком понимании задач водоёмов. Вода в Кумране прибывает лишь два раза в год, поэтому она была одним из наиболее ценимых предметов потребления, а водное регулирование является неотъемлемой частью жизнедеятельности людей, именно это объясняет многочисленные водоёмы и каналы. Если бы большие водоёмы были ритуальными ваннами, то вода в них была бы стоячей, становясь всё более грязной из-за ритуального купания в течение года, также она была бы нечасто пополняема. Вопрос назначения водоёмов всё ещё окончательно не решён. Катарина Галор (Katharina Galor) предлагает смешанное использование ступенчатых водоёмов: и для ритуальных целей, и для сохранения и накопления воды. Согласно выводам израильских археологов Магена и Пелег (Peleg), глина, найденная в водоёмах, использовалась также для пополнения запасов сырья при производстве глиняной посуды.

### Нумизматические исследования
Монеты Кумрана — одна из самых важных групп первичного освидетельствования этого участка. Большая часть того, что было написано о хронологии и исторических периодах Кумрана, была основана на сообщениях и лекциях Роланда Де Во в 1961 году, расшифрованных лишь в 1973 году. Предварительный список бронзовых монет Кумрана наряду с полевым дневником Во был издан в 1994 году на французском языке, на немецком языке в 1996 году и на английском — в 2003. Первая реконструкция бронзовой чеканки Кумрана, включая полный каталог монет с обновлёнными и перекрёстными ссылками, была сделана Кеннетом и Миной Леннквистами (Kenneth Lönnqvist, Minna Lönnqvist) в 2005 году. Однако уже в 1955 году три очень важных клада серебряных монет были найдены в Кумране. Первые серебряные монеты были описаны Марсиа Шарабани (Marcia Sharabani) в 1980 году., последние — Кеннетом Леннквистом в 2007 году.

#### Бронзовая чеканка
Раскопки Де Во обнаружили в Кумране примерно 1250 монет (569 серебряных и 681 бронзовых). Сегодня некоторые кумранские монеты утеряны, а некоторые партии монет перепутаны. Следует отметить однако несколько особенностей находок. Во-первых, это достаточно большое число монет, найденных на участке, что заставляет отнести монеты к эллинистическому и римскому периодам и предположить, что жители Кумрана не были сообществом бедных и изолированных людей. То, что поток наличных денег в Кумране, возможно, был достаточно большим в 1-м столетии н. э., едва ли удивляет. Данные археологические находки говорят о бытовавшей в Кумране торговле предметами роскоши, например, красивыми сосудами в форме стакана. Такие стаканы могут быть определённо отнесены к этому периоду. Форма монет Кумрана отражает изменения роли денег в экономической системе в течение приблизительно от 150 г. до н. э. до 73 г. н. э. Количество монет, найденных в Кумране, предполагает, согласно нумизматическим правилам потери и выживания древних монет, что здесь, возможно, имело место хождение миллионов бронзовых монет. Некоторые бронзовые монеты, идентифицированные как кумранские, могут быть датированы вторым и третьим годами Еврейского восстания; это указывает, что участок был в использовании ещё в 68 г. н. э. и был разрушен после 70 г. н. э., возможно только в 73 г. н. э. Специфический ряд монет Кумрана этого периода заканчивается набором бронзовых монет, чеканившихся в 72-73 гг. н. э. в Ашкелоне (Ascalon), городе, который послал вспомогательные войска, чтобы помочь римской армии в Первой Еврейской войне (66-73 гг. н. э.). В 73 г. н. э. римляне штурмовали крепость на горе Масада (Masada), расположенную на западном берегу Мёртвого моря. Более чем вероятно, что Кумран был разрушен в это же самое время, так как монеты находят на окраине участка, причём вместе с теми же самыми специфическими бронзовыми монетами, чеканившимися в Ашкелоне.

#### Серебряная чеканка
Представление большой части серебряных монет в 2007 году вызвало новые интерпретации относительно важности, хронологии и значения монет. Во-первых, недавно идентифицированные монеты в серебряных кладах показывают самую раннюю дату складирования запасов монеты на 52-66 годы н. э. Однако археологическая и нумизматическая природа складирования серебряных монет показывает, что монеты, возможно, были складированы лишь в начале III-го столетия н. э. Последняя монета этого схрона принадлежит римскому императору Каракалле и доставлена из римского монетного двора (206—210 годы н. э.). Выдвинуто новое предположение о том, что серебряные запасы монет из Кумрана могут быть связаны с римскими военными кампаниями в данной области, поскольку они отображают ситуацию начала III-го столетия н. э. Например, возможно, что серебро было частью римских армейских платежей, сделанных войскам местного гарнизона. Выполненные свидетельства регистрации и документирования запасов серебряных монет Кумрана в 2006—2007 годах показали, что монеты доставлены из групп или партий монет, которые прошли лишь в немногих или в одной, единственной большой оплате. Эта оплата, возможно, выполнена римским монетным двором, банком или администрацией как оплата услуг римской армии. Новые свидетельства опровергают возможность того, что серебряные монеты были взяты у индивидуумов, например, в качестве налоговых платежей, или что Кумран сам был региональным ‘налоговым домом’. Таким образом, анализ серебряной чеканки, выполненный в 2007 году, противоречит первоначальным данным Де Во, Сейринга (Seyrig) и Спайкермана (Spijkerman), также как и работам Роберта Донкила (Robert Donceel). Донкил был удивлён, когда в музее Аммана были обнаружены незафиксированные ранее монеты, особенно динарии императора Траяна. По поводу этих монет Донкил написал: «…Предварительный анализ монет, найденных в Аммане, имеет несколько неожиданностей: деньги представляются нам динариями Траяна. Мы сделали параллельное наблюдение над монетами, найденными в Иерусалиме. К счастью мы располагаем для сравнения своими списками (Сейринга), представленные фотографиями …». Отчёты музея Аммана о монетах Кумрана и сумках, в которых монеты хранились, делают предпочтительной гипотезу о том, что эти монеты являются римскими монетами II-го и III-го веков н. э. в сравнении с гипотезой о финикийском серебре. Кроме того, новые исследования не поддерживают дату IX—VIII веков до нашей эры. Идентификация запасов серебра Кумрана предлагает, что три клада были захоронены в одно и то же время, не ранее 52-53 гг. н. э. Однако доказательством того, что дата захоронения трёх серебряных кладов монет в Кумране — III-е столетие — возможна, является очень необычный тип клада монет, найденного у Айн-Ханазив (Ain Hanaziv) в иорданской долине в начале 1960 г., о чём было сообщено в израильском Нумизматическом бюллетене. Клад охватывал сотни лет, начиная с эпохи Селевкидов и кончая временем Септимия Севера (193—211). Поэтому требование атрибутирования кладов серебра более ранней датой ненадёжно и противоречит первой полной регистрации запасов серебра Кумрана, сделанной в 2007 году Леннквистом, включавшей фотографирование кладов монет и сравнение с монетами из других кладов.

### Население Кумрана
Одна важная проблема для понимания феномена Кумрана — реалистическое исчисление населения. Используя оценки, основанные на размере кладбища и средней продолжительности жизни, Де Во вычислил, что число жителей «не может сильно превышать двухсот человек». Он отметил также «явную непропорциональность между числом могил и числом жителей». Предметом его размышлений была также проблема: использовались ли пещеры в качестве жилья для этих примерно 200 жителей. Милик (J.T. Milik) несколькими годами ранее принял оценку между 150 и 200 человек, как среднее число жителей, принятое в сопоставлении с населением монастыря Мар Саба, который насчитывал 150 монахов (IX-ый в.) и оценки Иосифа Флавия, насчитавшего всего, в сумме, 3 000 ессеев, из которых в Кумране «по крайней мере 5 % жили строгой монашеской жизнью». Лаперроузаз (E.M. Laperrousaz) оценил число жителей выше: 1428. Маген Броши (Magen Broshi), анализируя размер помещения L77, которое он называет актовым залом, прикинул, что примерно 120—150 человек могли сидеть в этой комнате, к этому он добавил несколько десятков кандидатов, подводя это число к немногим более чем 170 индивидуумам. С 1983 до 1987 годы Джозеф Петрич (Joseph Patrich) выполнил археологические раскопки вокруг Кумрана и его пещер. Он пришёл к идее, что пещеры могли быть «магазинами и укрытиями». Петрич считал, что местное население исчислялось лишь 50-70 человеками. Маген Броши и Ханан Эшли (Hanan Eshel), посещая пещеры и территорию вокруг Кумрана в 1995—1996 годах повторно, позже указали, что оценка Петрича была даже слишком высока, и что в Кумране могло жить только 12-20 человек. Петрич, ожидая публикации Броши и Эшли, сомневался в возможности того, что было «значительно больше пригодных для жилья пещер», указывая на нехватку путей и подходящего ландшафта. Он вернулся к числу «в несколько десятков жителей, самое большее 50 человек». Джоди Магнесс (Jodi Magness) принял оценку Броши, добавляя, что «это число согласуется лучше, чем более низкие оценки в связи с наличием более чем 1000 обеденных тарелок в кладовой (помещение L86)». Исходя из плотности населения в других древних поселениях, Изхор Гиршфельд (Yizhar Hirschfeld) оценил население Кумрана следующим образом: «Если мы используем нижнее значение плотности: 15 человек на 1 000 м², выясняется, что в период Хасмонеев только примерно 20 человек могли занимать территорию Кумрана. Ицхак Меген и Ювал Пелег (Yuval Peleg) подключились к обсуждению проблемы — как можно было прокормить такое количество членов сообщества: „Если мы примем предположение, что секта жила в Кумране примерно в течение 170 лет, мы можем ожидать находок очень большого числа горшков для варки пищи“. Популяционный вопрос — сложная проблема, что подтверждается вышеупомянутыми рассмотрениями. Много зависит от интерпретации местоположения двух помещений в Кумране, называемых „столовой“ и „кладовой“. Споря с очевидно завышенной высокой оценкой Лаперроузаза, многие предположения останавливаются на числе жителей в пределах 20 — 200 человек, живших в самом Кумране и вокруг него.

## Гипотезы об идентификации Кумрана
Многие учёные считают, что здесь размещалась община еврейской секты ессеев, другие предложили нерелигиозные интерпретации. Согласно одним из них, это был Хасмонейский форт, позже превратившийся в виллу богатой семьи или производственный центр, возможно, завод керамики или что-то подобное.

### Ранние предположения
Со времени предположений Де Во было лишь немного серьёзных критических вызовов относительно его интерпретации территории Кумрана. В то время как археолог Лаперрузаз, предложил несколько далёких друг от друга вариантов, члены команды Де Во следовали приблизительно за своим учителем. Другие учёные также предложили иные интерпретации (Анри де Медичи, Соломон Цейтлин и Драйвер), однако их исследования пока не получили должной оценки. В 1960 году Карл Генрих Ренгсторф (Каrl Heinrich Rengstorf) предложил, что свитки Мёртвого моря не были изготовлены в Кумране, а были привезены из библиотеки иерусалимского Храма (это предположение Ренгсторфа стало очень популярным, так как кумранские материалы раскопок были внесены на общественное обсуждение лишь в 1992 году.). В 1980 году Чарльзворф (J.H. Charlesworth) предположил, что Кумран был разрушен во время Парфянской войны 40 г. до н. э.

### Кумран — религиозная община ессеев
Полевые записки Де Во были опубликованы Жаном-Батистой Хумбертом. Он предложил комбинированное решение суждений о Кумране. Хумберт считал, что данный участок был первоначально создан как вилла, но затем он был оставлен и был повторно занят ессеями в конце I-го в. до н. э. Хумберт утверждал также, что, возможно, участок был запрещён для паломничества во время паломнических праздников в Иерусалиме. Минна и Кеннет Лоннквисты привнесли в исследования Кумрана новый подход, основанный на контекстной археологии с пространственными исследованиями и интерпретацией символического языка археологических данных. При этом был преодолён чисто археологический контекст вне его идеологического понимания. Лоннквисты предположили, что расположение поселения и могил в нём показывают приверженность жителей к продуманной, специально разработанной схеме, основанной на календаре. Они утверждали также, что поселение и кладбище связаны с двумя факторами: со свитками Мёртвого моря и с проессейской группой, которая, по мнению Лоннквистов, имеет близкие параллели с группой терапевтов — сектой еврейских аскетов, живших в I в. н. э. недалеко от Александрии (Египет). Роберт Каргилл (Robert Cargill) предположил, что Кумран был хасмонейской крепостью, что не противоречит идее неоднократного занятия участка группой еврейских сектантов. Каргилл предположил, что Кумран был построен как форт Хасмонеев (см. ниже, „Кумран как крепость“), позже оставленный, а затем повторно занятый еврейскими поселенцами, которые расширили участок хозяйственным, невоенным способом, и которые стали инициаторами написания и схрона Свитков Мёртвого моря.,

### Более поздние суждения: против идеи секты
Были также учёные, бросившие вызов результатам находок Де Во. Они не соглашались с интерпретацией Свитков Мёртвого моря как чисто археологических находок. Они утверждали, что история Кумрана должна трактоваться без влияния на неё Свитков Мёртвого моря. Различные реинтерпретации привели и к другим, самым различным заключениям о Кумране, в том числе: — Кумран как крепость; — Кумран как вилла; — Кумран как коммерческий центр; — Кумран как часть Иорданской долины.

### Кумран — крепость
Данной гипотезы придерживается Норман Голб. В пользу этой гипотезы говорит наличие высокой башни и стен вокруг комплекса зданий.
Песах Бар-Адон (Pessach Bar-Adon) предположил, что Кумран был крепостью. Используя данные, полученные Де Во, и результаты собственных раскопок в Аин эль-Гувер (Ain el-Ghuweir) в 15 км к югу от Кумрана, а также данные Вениамина Мазара (Mazar), Бар-Адон писал: „Эти крепости принадлежали Йоханану Гиркану, который нуждался в сильной, всесторонней системе защиты с жизненно важными водными источниками, сельскохозяйственными угодьями и др. Он превратил Кумран и другие близлежащие земли в оазис, передал их в собственность царя, а арендаторов этих земель стал считать исполнителями своих стратегических планов“. Норман Голб (Norman Golb) предложил, чтобы поселение Кумран было определено как крепость и привёл свои доводы для этого мнения, он также был убеждён, что Кумран не был местом дислокации сектантских групп, и что на этом участке вообще не было сектантов. Как и Ренгсторф (Rengstorf) он считал, что Свитки были написаны в Иерусалиме, но, в отличие от Ренгсторфа, Голб утверждал, что свитки были привезены из различных библиотек Иерусалима и спрятаны в пещерах евреями, бежавшими от римлян во время восстания.

### Кумран — вилла
Данную гипотезу выдвинул археолог Роберт Донсель и его супруга Паулина Донсель-Вут. В пользу этой гипотезы говорит: обилие монет, сложная планировка здания, наличие фресок.
Роберт и Паулина Донсили (Donceels) сосредоточили свои исследования на неописанных Де Во артефактах: стеклянная посуда (55 экземпляра), керамические изделия (53), металлическое оборудование и монеты. Вопреки представлениям о том, что жители Кумрана были бедными людьми, Донкили предположили, что эти жители были торговцами со связями с высшим сословием и богачами Иерусалима. Они считали, что Кумран был виллой или поместьем богатой семьи из Иерусалима., Эрик Мейерс (Eric Meyers) позже подтвердил это: „Я соглашусь, что мои посещения (Кумрана) также подтверждают это.“ Рашель Бар-Натан поддержала эту точку зрения.

### Кумран — коммерческий центр
То, что модель виллы получила сравнительно мало поддержки, привело к попыткам другого объяснения. Лина Кансдэйл (Lena Cansdale) и Алан Краун (Alan Crown) утверждали, что поселение было укреплённой дорожной станцией и городом-портом на берегу Мёртвого моря, то есть данный участок фактически был коммерческим центром (или большим хранилищем-складом) на главном торговом пути между севером и югом. Хиршфельд утверждал, что Кумран сначала был крепостью Хасмонеев, но затем (во времена Ирода) стал укреплённой торговой станцией., Маген и Пелег сосредоточили свои 10-летние раскопки на обширной водной системе Кумрана. Они признают, что участок был первоначально „передовым военно-полевым фортом“, но, пишут они, затем участок был занят производством глиняной посуды, а водная система использовалась для подведения воды для этого производства. Однако после анализа образцов этой глины было установлено, что она не соответствует найденной здесь глиняной посуде.,

### Кумран как часть Иорданской долины
Рашель Бар-Натан возражает против того, что столовая посуда, найденная в Кумране, указывает на какую-то секту, и говорит, что похожая глиняная посуда была найдена в Масаде, Иерихоне и других местах. Дэвид Стакей (David Stacey) утверждает, что поселение в Кумране было связано с колебаниями сезонного климата в Иерихоне. Он предположил, что из-за периодически возникавшего дефицита воды, участок служил лишь для сезонного производства кожи и глиняной посуды.

### Другие проблемы
Недавнее научное свидетельство, опубликованное Айрой Рабиным (Ira Rabin), Оливером Ханом (Oliver Hahn), Тимо Вольфом (Timo Wolff), Адмиром Масиком (Admir Masic), и Гизелой Вайнберг (Gisela Weinberg), обнаружило в чернилах „Свитка Благодарения“ использование воды из Мёртвого моря и таким образом была продемонстрирована связь между территорией Мёртвого моря и некоторыми свитками. Палеограф Ада Ярдени (Ada Yardeni), проанализировав почерк множества рукописей из различных пещер (номера 1, 2, 3, 4, 6, 8 и 11), обнаружила лишь единственного человека — возможного писца, которого она назвала „писцом Кумрана“. Гили Кахила Бар-Гал (Gila Kahila Bar-Gal) обнаружила использование для части Свитков Мёртвого Моря кожи нубийского козерога, ареалом которого были гора Хермон и Голанские высоты, горы Негева и западный берег Мёртвого моря, но не район Иерусалима.